# 雲白國際
雲白國際有限公司，簡稱雲白國際（英語：YNBY International Limited，港交所：0030）是香港一間上市公司，於1971年由香港商業電台已故創辦人何佐芝先生成立的，以ABC佳訊的品牌開創利用音頻傳呼機為客戶提供人工傳呼服務之一。其股份自在1991年10月9日於香港交易所上市，前身為「佳訊控股有限公司」和「萬隆控股集團有限公司」，前身為「佳訊控股有限公司」。
1984年開始與路透社合作，並於香港利用傳呼機為客戶提供外匯及黃金報價。
1992年開始投資數碼通（港交所：0315），直至1998年3月出售所有股權。到了1999年7月，鑑於香港傳呼服務轉型至流動電話取代，集團已停止傳呼業務。
2001年於日本成立eAccess，並在2004年於東京證券交易所上市。
到了2007年，商台企業有限公司計劃把本公司私有化，但未獲通過。
到了2014年9月30日，原本把「佳訊控股有限公司」改名為「佳源控股集團有限公司」，也因為未能通過支持而否決。

## 參看
- 何佐芝
- 何啟東家族

## 外部連結
- 0030hk.com